# 2-й Водопроводный переулок (Одесса)
2-й Водопроводный переулок — короткая тупиковая улица в Одессе, в исторической части города Сахалинчик, от Водопроводной улицы.

## История
Название получил по близлежащей Водопроводной улице.
Располагавшийся от Канатной улицы до улицы Леонтовича вдоль Большой Арнаутской канатный завод Новикова впоследствии был реорганизован в акционерное общество «Стальканат».